# زقزاق الأعالي
زقزاق الأعالي (الاسم العلمي: Charadrius alticola) هو نوع من الطيور يتبع جنس الزقزاق من فصيلة الزقزاقية.